# Тирзепатид
Тирзепатид є протидіабетичним препаратом, який використовується для лікування діабету 2-го типу    і для схуднення. Тирзепатид вводять шляхом підшкірних ін’єкцій. Він продається під торговими марками Mounjaro (Моунджаро) для лікування діабету і Zepbound (Зепбаунд) для схуднення. 
Тирзепатид одночасно є шлунковим інгібітором поліпептидного рецептора та агоністом рецептора GLP-1 (має подвійну дію).  Найпоширеніші побічні ефекти включають нудоту, блювання, діарею, зниження апетиту, запор, дискомфорт у верхній частині живота та біль у животі .   
Тирзепатид був схвалений для лікування діабету в США в травні 2022 року,  в Європейському Союзі у вересні 2022 року,  в Канаді в листопаді 2022 року  і в Австралії в грудні 2022 року.  Управління з продовольства і медикаментів США (FDA) вважає його першим лікарським засобом у своєму класі.   У листопаді 2023 року FDA схвалило його для зниження ваги.   У листопаді 2023 року Агентство з регулювання лікарських засобів і медичних товарів Великобританії також включило зниження ваги у перелік показань тирзепатиду.
В Україні станом на жовтень 2024 року тирзепатид не зареєстрований, однак пропонується на окремих інтернет-сайтах за ціною близько 18 тис грн (430 дол. США) за 5 мг.

## Медичне використання
Тирзепатид показаний для покращення контролю цукру в крові у дорослих із типом діабетом 2-го типу, як доповнення до дієти та фізичних вправ. 
Тирзепатид також показаний як доповнення до низькокалорійної дієти та підвищеної фізичної активності для постійного контролю ваги. 
Тирзепатид продемонстрував значні переваги у пацієнтів із ожирінням та серцевою недостатністю, зі збереженою фракцією викиду (HFpEF) у ІІІ-й фазі клінічного дослідження.  За два роки тирзепатид на 38% знизив ризик серйозних ускладнень, включаючи невідкладні візити хворих із серцевою недостатністю до лікаря, госпіталізацію, посилене лікування діуретиками та смертність, пов’язану з серцево-судинними захворюваннями, порівняно з плацебо. Це робить тирзепатид другим на сьогоднішній день препаратом класу GLP-1 агоністів, який продемонстрував позитивні результати в цій галузі після семаглутиду.

## Протипоказання
Тирзепатид протипоказаний для застосування людям з особистим або сімейним анамнезом медулярного раку щитовидної залози або для застосування людям із множинною ендокринною неоплазією типу 2А . 

## Несприятливі реакції
Доклінічні дослідження (на тваринах), клінічні дослідження фази I та фази II показали, що тирзепатид проявляє несприятливі реакції, подібні до реакцій на інші відомі агоністи рецепторів GLP-1, таких як дулаглутид. Ці реакції виникають переважно в шлунково-кишковому тракті. Найчастіше спостерігаються нудота, діарея та блювання, частота яких збільшується зі збільшенням дози. 
Кількість пацієнтів, які припинили прийом тирзепатиду, також зростає зі збільшенням дози: пацієнти, які приймали 15 мг із мали частоту відмови від лікування 25% проти частоти відмови 5,1% для пацієнтів, які приймали 5 мг і 11,1% для пацієнтів, які приймали дулаглутид.
Дещо меншою мірою пацієнти також повідомляли про зниження апетиту.  Іншими несприятливими подіями, про які повідомлялося, були диспепсія, закреп, біль у животі, запаморочення та гіпоглікемія.  

## Фармакологія
Тирзепатид є аналогом шлункового інгібіторного поліпептиду (GIP), людського гормону, який стимулює вивільнення інсуліну з підшлункової залози. Тирзепатид — це лінійний поліпептид із 39 амінокислот, який був хімічно модифікований шляхом ліпідізації для покращення його поглинання клітинами та для стійкості від руйнування. У 2021 році було завершено III-ю фазу клінічного дослідження в усьому світі.  

### Механізм дії
Тирзепатид має більшу спорідненість до GIP-рецепторів, ніж до GLP-1 рецепторів, і було показано, що така властивість цього подвійного агоніста призводить до більшого зниження гіперглікемії порівняно з селективним агоністом GLP-1 рецептора. Дослідження біологічних сигналів показали, що тирзепатид імітує дії природного GIP на його рецептори.  Щодо рецепторів до GLP-1 тирзепатид демонструє схильність до генерації цАМФ (месенджера, пов’язаного з регуляцією метаболізму глікогену, цукру та ліпідів), а не до залучення β-арестину. Ця більша спорідненість до рецептора GIP і окремі сигнальні властивості щодо GLP-1 зумовлює наявність зміненого агонізму, що збільшує секрецію інсуліну.  Повідомлялося, що тирзепатид підвищує рівні адипонектину - адипокіну, який бере участь у регуляції метаболізму глюкози та ліпідів, з максимальним підвищенням обміну на 26% від вихідного рівня через 26 тижнів, при дозуванні 10 мг. 

## Хімія

### Структура
Тирзепатид є аналогом людського гормону GIP із приєднаною частиною жирної двокислоти C20, яка використовується для оптимізації поглинання та метаболізму сполуки.  Ділянка жирних двокислот (ейкозандіова кислота) пов’язана через глутамінову кислоту та дві одиниці (2-(2-аміноетокси)етокси)оцтової кислоти з бічним ланцюгом залишку лізину. Така схема забезпечує набагато довший період напіврозпаду, подовжуючи час між дозами, завдяки його високій спорідненості з альбуміном. 

### Синтез
Синтез тирзепатиду вперше був розкритий у патентах, поданих Eli Lilly and Company. Використовується стандартний твердофазний пептидний синтез із алілоксикарбонільною захисною групою на лізині в положенні 20 лінійного ланцюга амінокислот, що дозволяє завершити набір хімічних перетворень, у яких амін бічного ланцюга цього лізину дериватизується за допомогою фрагмента, що містить ліпід. 
Повідомлялося про широкомасштабне виробництво цієї сполуки.

## Історія
Eli Lilly and Company вперше подала заявку на отримання патенту на метод контролю глікемії за допомогою тирзепатиду на початку 2016 року.  Патент був опублікований наприкінці того ж року. Після проходження III-ї фази клінічних випробувань Eli Lilly подала заявку на схвалення FDA у жовтні 2021 року. 
Після завершення випробування SURPASS-2 (NCT03987919) у квітні 2022 року компанія оголосила, що тирзепатид успішно досяг клінічних кінцевих точок у пацієнтів із ожирінням і надмірною вагою без діабету. 
У фінансованих компанією попередніх дослідженнях, у яких порівнювали тирзепатид з існуючим ліками від діабету семаглутидом (ін’єкційним аналогом гормону GLP-1), тирзепатид продемонстрував невелике покращення зниження (2,01%–2,30% залежно від дози) показника глікованого гемоглобіну, порівняно із семаглутидом (1,86%).  Доза 10 мг також показала свою ефективність у зниженні резистентності до інсуліну, приблизно на 8% від вихідного рівня, виміряного за допомогою HOMA2-IR (розрахованого з інсуліном натще).  Рівні IGF- зв’язуючих білків, таких як IGFBP1 та IGFBP2, підвищувалися після лікування тирзепатидом, підвищуючи чутливість до інсуліну. 
FDA схвалило тирзепатид на основі даних 9 клінічних випробувань за участі 7 769 учасників з діабетом 2 типу, з яких 5 415 отримували тирзепатид. Випробування проводилися в 673 центрах у 24 країнах, включаючи Аргентину, Австралію, Бразилію, Канаду, Індію, Ізраїль, Японію, Мексику, Російську Федерацію, Південну Корею, Тайвань, Європейський Союз і Сполучені Штати (включаючи Пуерто-Ріко). 
Усі дев’ять досліджень були використані для оцінки безпеки, а п’ять – для оцінки ефективності тирзепатиду. 5 досліджень, використаних для оцінки ефективності, включали 6 263 дорослих учасники з діабетом 2-го типу.  Чотири додаткові дослідження були включені в оцінку безпеки для загалом 7 769 дорослих учасників з діабетом 2-го типу; тому кількість учасників, які представляють висновки щодо ефективності, може відрізнятися від кількості учасників, які представляють висновки щодо безпеки через різні групи учасників дослідження, проаналізованих на ефективність і безпеку. 
Переваги тирзепатиду для лікування дорослих учасників з діабетом 2-го типу були в основному оцінені в п’яти клінічних дослідженнях.  У двох із цих випробувань учасники були випадковим чином розподілені на прийом тирзепатиду або плацебо щотижня.  Ані пацієнт, ані медичний працівник не знали, яке лікування було призначено до завершення випробувань.  Лікування тривало 40 тижнів.  В інших трьох дослідженнях учасники були випадковим чином розподілені між тими, хто отримував тирзепатид або інший антидіабетичний препарат, і пацієнт і лікар знали, який препарат призначався.  Лікування тривало від 40 до 104 тижнів.  У кожному дослідженні HbA1c вимірювали від початку дослідження до кінця дослідження та порівнювали між групою тирзепатиду та іншими групами. 
Ефективність тирзепатиду для постійного контролю ваги (зменшення та підтримання ваги) у поєднанні зі зниженою калорійністю дієти та підвищеною фізичною активністю була встановлена у двох рандомізованих, подвійних сліпих, плацебо-контрольованих дослідженнях за участю дорослих з ожирінням або  з надлишковою вагою та принаймні одним станом, пов'язаним з вагою.  У цих дослідженнях вимірювали зниження ваги через 72 тижні загалом 2 519 учасників, які отримували 5 мг, 10 мг або 15 мг тирзепатиду один раз на тиждень, і загалом 958 учасників, які отримували ін’єкції плацебо раз на тиждень.  В обох дослідженнях після 72 тижнів лікування учасники, які отримували тирзепатид у всіх трьох дозуваннях, мали статистично значуще зниження маси тіла порівняно з тими, хто отримував плацебо, і більша частка учасників, які отримували тирзепатид, досягла зниження ваги щонайменше на 5% порівняно з тими, хто отримував плацебо. 
У серпні 2024 року трирічне дослідження SURMOUNT-1 (176-тижневий період лікування) показало, що тирзепатид знижує ризик розвитку діабету 2 типу на 94% у дорослих із переддіабетом та ожирінням або надмірною вагою.

### Мета-аналіз
Мета-аналіз 2021 року показав, що протягом одного року клінічного застосування у ефективності зниження рівня глюкози та зниження маси тіла тирзепатид перевершує дулаглутид, семаглутид, деглюдек та інсулін гларгін. 
У подвійному сліпому, рандомізованому, контрольованому дослідженні III-й фази, проведеному за підтримки Eli Lilly, за участі дорослих без діабету з індексом маси тіла 30 або більше, або 27 або більше та принаймні одним ускладненням, пов’язаним із вагою, за винятком діабету, пацієнти щотижня підшкірно отримували тирзепатид (5 мг, 10 мг або 15 мг) або плацебо. 
Середня відсоткова зміна ваги на 72-му тижні становила -15,0% (95% довірчий інтервал [ДІ], від –15,9 до –14,2) при дозі 5 мг, -9,5% (95% ДІ, від –20,4 до –18,5) при дозі 10 мг і -20,9% (95% ДІ, від -21,8 до -19,9) при дозі 15 мг. Зміна ваги в групі плацебо становила -3,1% (95% ДІ, від -4,3 до -1,9).   

## Суспільство і культура

### Правовий статус
FDA задовольнило заявку на призначення тирзепатиду для пріоритетного розгляду.  У 2022 році FDA схвалила Mounjaro для використання в Сполучених Штатах. 
У липні 2022 року Комітет з лікарських засобів для людини Європейського агентства з лікарських засобів прийняв позитивний висновок, рекомендувавши надати дозвіл на продаж лікарського засобу Mounjaro, призначеного для лікування цукрового діабету 2-го типу.  Тирзепатид був схвалений для медичного використання в Європейському Союзі у вересні 2022 року. 
У січні 2025 року у Російській Федерації в порушення патентного законодавства допустили до продажу генеричний лікарський засіб під назвою Тірзєтта компанії Промомєд .

### Торгові марки
Тирзепатид — міжнародна непатентована назва (МНН). 
Тирзепатид продається під торговими марками Mounjaro і Zepbound. 